# Reriz
Reriz is een plaats (freguesia) in de Portugese gemeente Castro Daire en telt 799 inwoners (2001).